# Seznam dílů seriálu Bob a Bobek – králíci z klobouku
Toto je seznam dílů seriálu Bob a Bobek – králíci z klobouku. Celkem vzniklo 91 dílů seriálu (a jeden díl speciální), což jej řadí mezi české večerníčkové seriály s největším počtem dílů. Od 40. dílu (prvního dílu čtvrté řady) se seriál uvádí pod názvem Bob a Bobek na cestách,
i když v úvodních titulcích tento název najdeme až od 75. dílu (první díl sedmé řady).
V tomto článku se nedodržuje původní televizní řazení do vysílacích řad ani pořadí jednotlivých dílů, místo toho je využito dělení a řazení podle vydání na DVD - stejné pořadí se později ustálilo při televizních reprízách.  

## Přehled řad
Všech 39 dílů seriálu Bob a Bobek - králíci z klobouku i všech 52 dílů seriálu Bob a Bobek na cestách bylo uveřejněno na DVD, pouze speciální díl Bob a Bobek Grand šou uveřejněn nebyl. Uveřejnění na DVD už bylo více, obsahem a obrázkem na přebalu se neliší, rozdíl je jenom v pojmenování 
titulu a v číslování, zmatky vnáší zejména pojmenování pozdějších sérií a jejich číslování opět od jedničky. V případě stejnojmenných titulů s rozdílným obsahem je uvedena poznámka.
|                                  | Řada                             | Díly č.                          | Počet                            | Roky výroby                      | Vyrobil                                              | Název v titulcích                | Na DVD                                                                                         |
| Bob a Bobek – králíci z klobouku | Bob a Bobek – králíci z klobouku | Bob a Bobek – králíci z klobouku | Bob a Bobek – králíci z klobouku | Bob a Bobek – králíci z klobouku | Bob a Bobek – králíci z klobouku                     | Bob a Bobek – králíci z klobouku | Bob a Bobek – králíci z klobouku                                                               |
| -------------------------------- | -------------------------------- | -------------------------------- | -------------------------------- | -------------------------------- | ---------------------------------------------------- | -------------------------------- | ---------------------------------------------------------------------------------------------- |
|                                  | 1                                | 1–13                             | 13 dílů                          | 1978                             | Krátký film Praha pro Československou televizi Praha | Bob a Bobek králící z klobouku   | Bob a Bobek - králíci z klobouku 1                                                             |
|                                  | 2                                | 14–26                            | 13 dílů                          | 1985–1987                        | Krátký film Praha pro Československou televizi Praha | Bob a Bobek králící z klobouku   | Bob a Bobek - králíci z klobouku 2                                                             |
|                                  | 3                                | 27–39                            | 13 dílů                          | 1993–1995                        | Krátký film pro Českou televizi Praha                | Bob a Bobek králící z klobouku   | Bob a Bobek - králíci z klobouku 3                                                             |
| Bob a Bobek na cestách           |                                  |                                  |                                  |                                  |                                                      |                                  |                                                                                                |
|                                  | 4                                | 40–51                            | 12 dílů                          | 2001–2003                        | Ateliéry Bonton Zlín                                 | Bob a Bobek                      | Bob a Bobek - králící z klobouku 4 Bob a Bobek - králíci z klobouku 1 Bob a Bobek na cestách 1 |
|                                  | 5                                | 52–62                            | 11 dílů                          | 2003                             | Ateliéry Bonton Zlín                                 | Bob a Bobek                      | Bob a Bobek - králící z klobouku 5 Bob a Bobek - králíci z klobouku 2 Bob a Bobek na cestách 2 |
|                                  | 6                                | 63–74                            | 12 dílů                          | 2003                             | Ateliéry Bonton Zlín                                 | Bob a Bobek                      | Bob a Bobek na cestách 6 Bob a Bobek na cestách 3                                              |
|                                  | 7                                | 75–83                            | 9 dílů                           | 2004                             | Ateliéry Bonton Zlín                                 | Bob a Bobek na cestách           | Bob a Bobek na cestách 7 Bob a Bobek na cestách 4                                              |
|                                  | 8                                | 84–91                            | 8 dílů                           | 2004–2005                        | Ateliéry Bonton Zlín                                 | Bob a Bobek na cestách           | Bob a Bobek na cestách 8 Bob a Bobek na cestách 5                                              |

### Souborná DVD vydání
- Bob a Bobek - králíci z klobouku 3 DVD - trojdiskové vydání první až třetí řady
- Bob a Bobek - králíci z klobouku 3 DVD remasterovaná verze - trojdiskové vydání první až třetí řady, také jako Blu-ray
- Bob a Bobek na cestách 1-5 - souborné vydání čtvrté až osmé řady

## Seznam dílů

### První řada
| Č. v seriálu | Č. v řadě | Původní název   | Režie          | Scénář                                            | Rok výroby | Premiéra          |
| ------------ | --------- | --------------- | -------------- | ------------------------------------------------- | ---------- | ----------------- |
| 1            | 1         | Na ulici        | Václav Bedřich | Vladimír Jiránek, Jaroslav Pacovský, Jiří Šebánek | 1978       | 11. prosince 1979 |
| 2            | 2         | Na zahradě      | Václav Bedřich | Vladimír Jiránek, Jaroslav Pacovský, Jiří Šebánek | 1978       | 12. prosince 1979 |
| 3            | 3         | S koloběžkou    | Václav Bedřich | Vladimír Jiránek, Jaroslav Pacovský, Jiří Šebánek | 1978       | 13. prosince 1979 |
| 4            | 4         | Truhláři        | Václav Bedřich | Vladimír Jiránek, Jaroslav Pacovský, Jiří Šebánek | 1978       | 14. prosince 1979 |
| 5            | 5         | U pumpy         | Václav Bedřich | Vladimír Jiránek, Jaroslav Pacovský, Jiří Šebánek | 1978       | 15. prosince 1979 |
| 6            | 6         | Na bruslích     | Václav Bedřich | Vladimír Jiránek, Jaroslav Pacovský, Jiří Šebánek | 1978       | 16. prosince 1979 |
| 7            | 7         | Na stavbě       | Václav Bedřich | Vladimír Jiránek, Jaroslav Pacovský, Jiří Šebánek | 1978       | 17. prosince 1979 |
| 8            | 8         | Ve vzduchu      | Václav Bedřich | Vladimír Jiránek, Jaroslav Pacovský, Jiří Šebánek | 1978       | 18. prosince 1979 |
| 9            | 9         | Na útěku        | Václav Bedřich | Vladimír Jiránek, Jaroslav Pacovský, Jiří Šebánek | 1978       | 19. prosince 1979 |
| 10           | 10        | Na moři         | Václav Bedřich | Vladimír Jiránek, Jaroslav Pacovský, Jiří Šebánek | 1978       | 20. prosince 1979 |
| 11           | 11        | Ve škole sportu | Václav Bedřich | Vladimír Jiránek, Jaroslav Pacovský, Jiří Šebánek | 1978       | 21. prosince 1979 |
| 12           | 12        | Na výletě       | Václav Bedřich | Vladimír Jiránek, Jaroslav Pacovský, Jiří Šebánek | 1978       | 22. prosince 1979 |
| 13           | 13        | Na koncertě     | Václav Bedřich | Vladimír Jiránek, Jaroslav Pacovský, Jiří Šebánek | 1978       | 23. prosince 1979 |

### Silvestrovský speciál
| Speciál | Název                                      | Režie          | Scénář                                            | Rok výroby | Premiéra          |
| ------- | ------------------------------------------ | -------------- | ------------------------------------------------- | ---------- | ----------------- |
| 0       | Bob a Bobek Grand šou Bob a Bobek grandšou | Václav Bedřich | Vladimír Jiránek, Jaroslav Pacovský, Jiří Šebánek | 1980       | 31. prosince 1980 |

### Druhá řada
| Č. v seriálu | Č. v řadě | Původní název                | Režie          | Scénář                                            | Rok výroby | Premiéra          |
| ------------ | --------- | ---------------------------- | -------------- | ------------------------------------------------- | ---------- | ----------------- |
| 14           | 1         | Za rohem                     | Václav Bedřich | Vladimír Jiránek, Jaroslav Pacovský, Jiří Šebánek | 1985       | 25. prosince 1985 |
| 15           | 2         | V ZOO                        | Václav Bedřich | Vladimír Jiránek, Jaroslav Pacovský, Jiří Šebánek | 1985       | 26. prosince 1985 |
| 16           | 3         | Stěhují... Stěhují           | Václav Bedřich | Vladimír Jiránek, Jaroslav Pacovský, Jiří Šebánek | 1985       | 27. prosince 1985 |
| 17           | 4         | V restauraci                 | Václav Bedřich | Vladimír Jiránek, Jaroslav Pacovský, Jiří Šebánek | 1985       | 28. prosince 1985 |
| 18           | 5         | Hlídači v parku              | Václav Bedřich | Vladimír Jiránek, Jaroslav Pacovský, Jiří Šebánek | 1985       | 29. prosince 1985 |
| 19           | 6         | Na letišti                   | Václav Bedřich | Vladimír Jiránek, Jaroslav Pacovský, Jiří Šebánek | 1985       | 30. prosince 1985 |
| 20           | 7         | Na lodi Na parníku           | Václav Bedřich | Vladimír Jiránek, Jaroslav Pacovský, Jiří Šebánek | 1985       | 31. prosince 1985 |
| 21           | 8         | V lese                       | Václav Bedřich | Vladimír Jiránek, Jaroslav Pacovský, Jiří Šebánek | 1985       | 4. dubna 1989     |
| 22           | 9         | Na lehkoatletických závodech | Václav Bedřich | Vladimír Jiránek, Jaroslav Pacovský, Jiří Šebánek | 1985       | 7. dubna 1989     |
| 23           | 10        | Na horách                    | Václav Bedřich | Vladimír Jiránek, Jaroslav Pacovský, Jiří Šebánek | 1985       | 8. dubna 1989     |
| 24           | 11        | Na diskotéce                 | Václav Bedřich | Vladimír Jiránek, Jaroslav Pacovský, Jiří Šebánek | 1987       | 9. dubna 1989     |
| 25           | 12        | Bez klobouku                 | Václav Bedřich | Vladimír Jiránek, Jaroslav Pacovský, Jiří Šebánek | 1985       | 11. dubna 1989    |
| 26           | 13        | U moře                       | Václav Bedřich | Vladimír Jiránek, Jaroslav Pacovský, Jiří Šebánek | 1987       | 10. dubna 1989    |

### Třetí řada
| Č. v seriálu | Č. v řadě | Původní název                | Režie           | Scénář                          | Rok výroby | Premiéra       |
| ------------ | --------- | ---------------------------- | --------------- | ------------------------------- | ---------- | -------------- |
| 27           | 1         | Šťastní výherci              | Václav Bedřich  | Jaroslav Pacovský, Jiří Šebánek | 1993       | 15. října 1995 |
| 28           | 2         | Čistí okna                   | Václav Bedřich  | Jaroslav Pacovský, Jiří Šebánek | 1993       | 16. října 1995 |
| 29           | 3         | Zachránci                    | Václav Bedřich  | Jaroslav Pacovský, Jiří Šebánek | 1993       | 17. října 1995 |
| 30           | 4         | V manéži                     | Václav Bedřich  | Jaroslav Pacovský, Jiří Šebánek | 1993       | 18. října 1995 |
| 31           | 5         | Opraváři Opraváři televizorů | Václav Bedřich  | Jaroslav Pacovský, Jiří Šebánek | 1993       | 19. října 1995 |
| 32           | 6         | V galerii                    | Miroslav Walter | Jaroslav Pacovský, Jiří Šebánek | 1995       | 20. října 1995 |
| 33           | 7         | V balónu                     | Václav Bedřich  | Jaroslav Pacovský, Jiří Šebánek | 1993       | 21. října 1995 |
| 34           | 8         | V lázních                    | Miroslav Walter | Jaroslav Pacovský, Jiří Šebánek | 1993       | 22. října 1995 |
| 35           | 9         | Na pouti                     | Miroslav Walter | Jaroslav Pacovský, Jiří Šebánek | 1995       | 23. října 1995 |
| 36           | 10        | Při povodni                  | Miroslav Walter | Jaroslav Pacovský, Jiří Šebánek | 1995       | 24. října 1995 |
| 37           | 11        | Ve službách vědy             | Miroslav Walter | Jaroslav Pacovský, Jiří Šebánek | 1995       | 25. října 1995 |
| 38           | 12        | Návštěva z vesmíru           | Miroslav Walter | Jaroslav Pacovský, Jiří Šebánek | 1995       | 26. října 1995 |
| 39           | 13        | Na ostrově                   | Miroslav Walter | Jaroslav Pacovský, Jiří Šebánek | 1995       | 27. října 1995 |

### Čtvrtá řada
| Č. v seriálu | Č. v řadě | Původní název                        | Režie       | Scénář     | Rok výroby | Premiéra         |
| ------------ | --------- | ------------------------------------ | ----------- | ---------- | ---------- | ---------------- |
| 40           | 1         | Jak začali létat... Jak začali létat | Ivo Hejcman | Pavel Šrut | 2001       | 2. května 2003   |
| 41           | 2         | V supermarketu... V supermarketu     | Ivo Hejcman | Pavel Šrut | 2001       | 3. května 2003   |
| 42           | 3         | Hvězdy reklamy                       | Ivo Hejcman | Pavel Šrut | 2001       | 4. května 2003   |
| 43           | 4         | Letecký den                          | Ivo Hejcman | Pavel Šrut | 2001       | 5. května 2003   |
| 44           | 5         | Den dobrých skutků                   | Ivo Hejcman | Pavel Šrut | 2001       | 6. května 2003   |
| 45           | 6         | Růžena                               | Ivo Hejcman | Pavel Šrut | 2001       | 7. května 2003   |
| 46           | 7         | Cesta na jih                         | Ivo Hejcman | Pavel Šrut | 2001       | 8. května 2003   |
| 47           | 8         | Zahradníci v Africe                  | Ivo Hejcman | Pavel Šrut | 2002       | 5. prosince 2003 |
| 48           | 9         | Putování s velbloudem                | Ivo Hejcman | Pavel Šrut | 2002       | 6. prosince 2003 |
| 49           | 10        | Jezero krokodýlů                     | Ivo Hejcman | Pavel Šrut | 2003       | 7. prosince 2003 |
| 50           | 11        | Napříč Afrikou                       | Ivo Hejcman | Pavel Šrut | 2003       | 8. prosince 2003 |
| 51           | 12        | Rozloučení s Afrikou                 | Ivo Hejcman | Pavel Šrut | 2003       | 9. prosince 2003 |

### Pátá řada
| Č. v seriálu | Č. v řadě | Původní název         | Režie       | Scénář     | Rok výroby | Premiéra          |
| ------------ | --------- | --------------------- | ----------- | ---------- | ---------- | ----------------- |
| 52           | 1         | New York              | Ivo Hejcman | Pavel Šrut | 2003       | 10. prosince 2003 |
| 53           | 2         | Las Vegas             | Ivo Hejcman | Pavel Šrut | 2003       | 11. prosince 2003 |
| 54           | 3         | Mezi Indiány          | Ivo Hejcman | Pavel Šrut | 2003       | 21. března 2004   |
| 55           | 4         | Na Měsíci             | Ivo Hejcman | Pavel Šrut | 2003       | 22. března 2004   |
| 56           | 5         | Na Bobří řece         | Ivo Hejcman | Pavel Šrut | 2003       | 16. března 2004   |
| 57           | 6         | V aréně               | Ivo Hejcman | Pavel Šrut | 2003       | 17. března 2004   |
| 58           | 7         | Amazonka              | Ivo Hejcman | Pavel Šrut | 2003       | 18. března 2004   |
| 59           | 8         | Bermudský trojúhelník | Ivo Hejcman | Pavel Šrut | 2003       | 19. března 2004   |
| 60           | 9         | Poklad Aztéků         | Ivo Hejcman | Pavel Šrut | 2003       | 20. března 2004   |
| 61           | 10        | Na Divokém západě     | Ivo Hejcman | Pavel Šrut | 2003       | 26. června 2004   |
| 62           | 11        | Šaman                 | Ivo Hejcman | Pavel Šrut | 2003       | 27. června 2004   |

### Šestá řada
| Č. v seriálu | Č. v řadě | Původní název                                           | Režie       | Scénář                              | Rok výroby | Premiéra           |
| ------------ | --------- | ------------------------------------------------------- | ----------- | ----------------------------------- | ---------- | ------------------ |
| 63           | 1         | Medvěd                                                  | Ivo Hejcman | Pavel Šrut                          | 2003       | 28. června 2004    |
| 64           | 2         | Nasca                                                   | Ivo Hejcman | Pavel Šrut                          | 2003       | 29. června 2004    |
| 65           | 3         | Mexiko                                                  | Ivo Hejcman | Pavel Šrut                          | 2003       | 30. června 2004    |
| 66           | 4         | Na výletní lodi                                         | Ivo Hejcman | Pavel Šrut, Ladislav Csurma         | 2003       | 1. července 2004   |
| 67           | 5         | Dobrodružství s delfínem                                | Ivo Hejcman | Pavel Šrut                          | 2003       | 2. července 2004   |
| 68           | 6         | V Zemi vycházejícího slunce V zemi vycházejícího slunce | Ivo Hejcman | Karol Horváth (námět), Pavel Šrut   | 2003       | 30. listopadu 2004 |
| 69           | 7         | Tibet                                                   | Ivo Hejcman | Dan Ulrich (námět), Pavel Šrut      | 2003       | 1. prosince 2004   |
| 70           | 8         | Rajský ostrov                                           | Ivo Hejcman | Pavel Šrut                          | 2003       | 2. prosince 2004   |
| 71           | 9         | Trosečníci                                              | Ivo Hejcman | Pavel Šrut                          | 2003       | 3. prosince 2004   |
| 72           | 10        | Indie                                                   | Ivo Hejcman | Katarína Morvai (námět), Pavel Šrut | 2003       | 4. prosince 2004   |
| 73           | 11        | Opuštěný tučňák                                         | Ivo Hejcman | Pavel Šrut                          | 2003       | 5. prosince 2004   |
| 74           | 12        | Mount Everest                                           | Ivo Hejcman | Karol Horváth (námět), Pavel Šrut   | 2003       | 6. prosince 2004   |

### Sedmá řada
| Č. v seriálu | Č. v řadě | Původní název          | Režie       | Scénář                              | Rok výroby | Premiéra          |
| ------------ | --------- | ---------------------- | ----------- | ----------------------------------- | ---------- | ----------------- |
| 75           | 1         | V zemi sopek           | Ivo Hejcman | Karol Horváth (námět), Pavel Šrut   | 2004       | 7. prosince 2004  |
| 76           | 2         | Sibiřská magistrála    | Ivo Hejcman | Pavel Šrut                          | 2004       | 8. prosince 2004  |
| 77           | 3         | Malý Čingischán        | Ivo Hejcman | Katarína Morvai (námět), Pavel Šrut | 2004       | 9. prosince 2004  |
| 78           | 4         | Na tržišti v Kašmíru   | Ivo Hejcman | Pavel Šrut                          | 2004       | 10. prosince 2004 |
| 79           | 5         | Létající koberec       | Ivo Hejcman | Pavel Šrut                          | 2004       | 11. prosince 2004 |
| 80           | 6         | Klokan Felix           | Ivo Hejcman | Pavel Šrut                          | 2004       | 12. prosince 2004 |
| 81           | 7         | Sametová hvězdička     | Ivo Hejcman | Pavel Šrut                          | 2004       | 13. prosince 2004 |
| 82           | 8         | Mezi piráty            | Ivo Hejcman | Ivo Hejcman (námět), Pavel Šrut     | 2004       | 21. září 2005     |
| 83           | 9         | Setkání s medicinmanem | Ivo Hejcman | Ivo Hejcman ml. (námět), Pavel Šrut | 2004       | 22. září 2005     |

### Osmá řada
| Č. v seriálu | Č. v řadě | Původní název           | Režie       | Scénář                              | Rok výroby | Premiéra      |
| ------------ | --------- | ----------------------- | ----------- | ----------------------------------- | ---------- | ------------- |
| 84           | 1         | Strašidelný hrad        | Ivo Hejcman | Katarína Morvai (námět), Pavel Šrut | 2004       | 23. září 2005 |
| 85           | 2         | U jezera Lochness       | Ivo Hejcman | Pavel Šrut                          | 2004       | 24. září 2005 |
| 86           | 3         | Dobrodružství v podzemí | Ivo Hejcman | Ivo Hejcman ml. (námět), Pavel Šrut | 2004       | 25. září 2005 |
| 87           | 4         | Řecká svatba            | Ivo Hejcman | Ivo Hejcman ml. (námět), Pavel Šrut | 2005       | 26. září 2005 |
| 88           | 5         | Karneval v Benátkách    | Ivo Hejcman | Ivo Hejcman ml. (námět), Pavel Šrut | 2005       | 27. září 2005 |
| 89           | 6         | V rytmu valčíku         | Ivo Hejcman | Pavel Šrut                          | 2005       | 28. září 2005 |
| 90           | 7         | Odvážní skokani         | Ivo Hejcman | Pavel Šrut                          | 2005       | 29. září 2005 |
| 91           | 8         | Konečně doma            | Ivo Hejcman | Pavel Šrut                          | 2005       | 30. září 2005 |